# Branka Konatar
Branka Konatar (født 2. november 1999 i Podgorica) er en montenegrinsk håndboldspiller, som spiller for RK Krim og Montenegros håndboldlandshold.